# هالینس
هالینس (به فرانسوی: Hallines) یک کمون در فرانسه است که در پا-دو-کاله واقع شده‌است. هالینس ۵٫۷۲ کیلومتر مربع مساحت دارد ۳۰ متر بالاتر از سطح دریا واقع شده‌است.

## خواهرخوانده
شهر انسدورف خواهرخواندهٔ هالینس هست.